# Futbolniy Klub Neftekhimik
Futbolniy Klub Neftekhimik (em russo:  ФК «Нефтехимик» Нижнекамск) é um clube de futebol russo, sediado na cidade de Nizhnekamsk, no Tartaristão. Atualmente disputa a Segunda Divisão do Campeonato Russo. É o clube-satélite do Rubin Kazan desde 2007.
Utiliza o Neftekhimik Stadium, que possui capacidade para 3.200 lugares, para mandar suas partidas. As cores do clube são azul e branco.